# Viktor Jerdiev
Viktor Ivanovitch Jerdiev (en russe : Виктор Иванович Жердев) est un aviateur soviétique né en 1919 et décédé le 13 janvier 1945. Il fut pilote de chasse et un as de la Seconde Guerre mondiale.

## Carrière
Viktor Jerdiev est né en 1919 à Iessentouki, dans l'actuel kraï de Stavropol. Il apprit à piloter dans l'aéroclub de sa ville natale. Starchyi leitenant (lieutenant) en 1943, il rejoint le 16e régiment de chasse aérien de la Garde (16.GuIAP), équipé de P-39 Airacobras, qui combat au sein du front du sud. Il était commandé par Alexandre Pokrychkine, qui fut trois fois Héros de l'Union soviétique. Son unité est rattachée au quatrième front ukrainien lors de sa création et participe dès lors aux combats de Crimée jusqu'à la fin de l'été 1944. Le 16.GuIAP est alors transféré au front ukrainien. Entre-temps nommé au grade de kapitan (capitaine), Viktor Jerdiev fut abattu et tué en combat aérien le 13 janvier 1945 près de Czestochowa, en Pologne.

## Palmarès et décorations

### Tableau de chasse
Viktor Jerdiev est crédité de 12 victoires homologuées.

### Décorations
- Deux fois décoré de l'ordre du Drapeau rouge :

le 2 octobre 1943,

le 24 décembre 1943 ;

- Ordre de l'Étoile rouge le 30 mai 1943 ;
- Ordre de la Guerre patriotique de 1re classe, à titre posthume.